# Erovnuli Liga 2
Erovnuli Liga 2 (georgiska: ეროვნული ლიგა 2;),  Georgiens andradivision för professionell fotboll. Serien har spelats varje år från 2017.

## Medaljtabell
| År   | Mästare        | Silver          | Brons         |
| ---- | -------------- | --------------- | ------------- |
| 2017 | Rustavi        | Merani Martvili | Sioni Bolnisi |
| 2018 | Dinamo Batumi  | WIT Georgia     | Gagra         |
| 2019 | Merani Tbilisi | Samtredia       | Telavi        |

## Format
- 2017      = 10 lag
- 2018      = 10 lag
- 2019      = 10 lag
- 2020      = 10 lag